# 科耶克
科耶克（法語：Coyecques，法語發音：[kɔjɛk]）是法国上法蘭西大區加来海峡省的一个市镇，属于圣奥梅尔区。

## 地理
科耶克（50°36'12"N, 2°10'57"E）面积13.89 平方千米，位于法国上法蘭西大區加来海峡省，该省份为法国北部沿海省份，西北濒北海，南至索姆省，东临北部省。
与科耶克接壤的市镇（或旧市镇、城区）包括：欧丹克坦、博米、德莱特、代讷布勒克、多昂、勒克兰冈。
科耶克的时区为UTC+01:00、UTC+02:00（夏令时）。

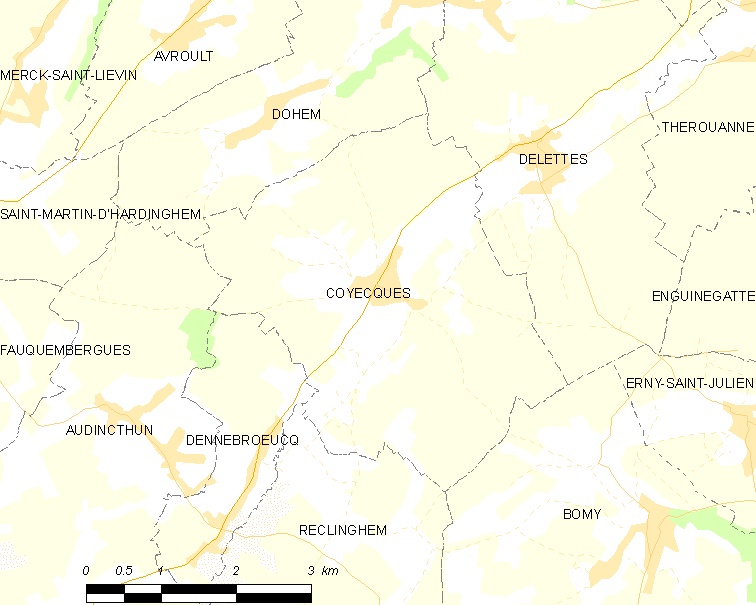
科耶克的OSM定位图

## 行政
科耶克的邮政编码为62560，INSEE市镇编码为62254。

## 政治
科耶克所属的省级选区为弗吕日县。

## 人口

1962-2008年间科耶克人口变化图示

科耶克于2022年1月1日时的人口数量为598人。